# Panzerbrigade 33
Die Panzerbrigade 33  „Celle“ mit letztem Stabssitz in Celle war eine Brigade des deutschen Heeres und zuletzt der 11. Panzergrenadierdivision unterstellt. Sie wurde 1994 aufgelöst. Die Truppenteile der Brigade waren zuletzt um Celle und Gifhorn, anfänglich im Emsland, stationiert.

## Geschichte

### Heeresstruktur 2
Die Brigade wurde am 2. Februar 1959 in Lingen aufgestellt und wurde der 11. Panzergrenadierdivision unterstellt. 1960 gehörten zur Brigade das Panzergrenadierbataillon 332, das Panzerbataillon 333, das Panzerbataillon 334 (Aufstellung in Langendamm 1957 als Panzerjägerbataillon 1), das Panzerartilleriebataillon 335 (Verlegung nach Luttmersen 1965), das Versorgungsbataillon 336, die  Panzeraufklärungskompanie 330 und die Panzerpionierkompanie 330 (Aufstellung 1959 aus der 3./Pionierbataillon 1 in Minden). Die Brigade wurde 1962 in die NATO eingebunden. 1968 wurde die Panzerjägerkompanie 330 in Fürstenau neu aufgestellt.

### Heeresstruktur 3
1972 wurde das Versorgungsbataillon 336 außer Dienst gestellt und seine Instandsetzungs- und Nachschubeinheiten wurden als Instandsetzungskompanie 330 und Nachschubkompanie 330 direkt der Brigade unterstellt. 1976 zogen Stab und der Spähzug nach Celle. 1976 wechselte das Panzergrenadierbataillon 332 zum Heimatschutzkommando 14 und das Panzerbataillon 334 und Panzerartilleriebataillon 335 wechselten beide zur Panzerbrigade 3. Im Gegenzug erhielt die Brigade von der Panzergrenadierbrigade 2 das Panzergrenadierbataillon 21. Von der Panzerbrigade 3 erhielt die Panzerbrigade 33 das Panzerbataillon 34, die 4./Panzerbataillon 110, die Ausbildungskompanie 9/1 sowie das Panzerartilleriebataillon 35.

### Heeresstruktur 4
1984 unterstanden der Brigade:
- Stab/Stabskompanie PzBrig 33 (Celle, Cambridge-Dragoner-Kaserne)
- Brigade(lehr)spähzug 33 (Munster, Freiherr-von-Boeselager-Kaserne)
- Panzerbataillon 331 (Aufstellung 1981) (gemischt/gekadert; Stab: Celle, Cambridge-Dragoner-Kaserne; Gerät: Celle-Scheuen, Freiherr-von-Fritsch-Kaserne)
- Panzergrenadierbataillon 332 (Wesendorf, Hammerstein-Kaserne)
- Panzerbataillon 333 (nach Abgabe des ehemaligen Panzerbataillons 333 an die Heimatschutzbrigade 52 Neuaufstellung 1981) (Celle-Scheuen, Freiherr-von-Fritsch-Kaserne)
- Panzerbataillon 334 "Celle" (Celle-Scheuen, Freiherr-von-Fritsch-Kaserne)
- Panzerartilleriebataillon 335 (ehem. Panzerartilleriebataillon 35, Umbenennung 1981) (Dedelstorf, Richthofen-Kaserne)
- Nachschubkompanie 330 (Celle-Scheuen, Freiherr-von-Fritsch-Kaserne)
- Instandsetzungskompanie 330 (Celle-Scheuen, Freiherr-von-Fritsch-Kaserne)
- Panzerjägerkompanie 330 (Dedelstorf, Richthofen-Kaserne)
- Panzerpionierkompanie 330 (Dedelstorf, Richthofen-Kaserne)
- Feldersatzbataillon 115 (Hodenhagen, Mobilmachungsstützpunkt)

1989 erhielt die Brigade den Beinamen "Celle".
Die Brigade umfasste im Herbst 1989 in der Friedensgliederung etwa 2900 Soldaten. Die geplante Aufwuchsstärke im Verteidigungsfall lag bei rund 3300 Mann. Zum Aufwuchs war die Einberufung von Reservisten und die Mobilmachung von nicht aktiven Truppenteilen vorgesehen. Zum Ende der Heeresstruktur 4 im Herbst 1989 war die Brigade weiter Teil der 11. Panzergrenadierdivision und gliederte sich grob in folgende Truppenteile:
- Stab/Stabskompanie Panzerbrigade 33, Celle
  -  Panzerjägerkompanie 330, Dedelstorf
  -  Panzerpionierkompanie 330, Dedelstorf
  -  Nachschubkompanie 330, Celle
  -  Instandsetzungskompanie 330, Celle
  -  Panzerbataillon 331 (teilaktiv), Celle
  -  Panzergrenadierbataillon 332, Wesendorf
  -  Panzerbataillon 333, Celle
  -  Panzerbataillon 334, Celle
  -  Panzerartilleriebataillon 335, Dedelstorf

### Heeresstruktur 5 bis zur Auflösung
Zum 30. September 1993 wurde die Panzerbrigade aufgelöst. Das Panzergrenadierbataillon 332 und Panzerbataillon 334 (nun als Panzerlehrbataillon 334) wurden zuvor der Panzerlehrbrigade 9 unterstellt. Das Panzerbataillon 333 wurde der nichtaktiven Panzerbrigade der 1. Panzerdivision unterstellt. Alle übrigen Truppenteile wurden zusammen mit der Brigade bis 1994 aufgelöst.

## Kommandeure
Die Kommandeure der Brigade waren (Dienstgrad bei Kommandoübernahme):
| Nr. | Name                               | Beginn der Berufung | Ende der Berufung  |
| 10  | Brigadegeneral Jürgen Molsen       | 21. Dezember 1988   | 30. September 1993 |
| 9   | Oberst Hubert Gosch                | 27. März 1987       | 20. Dezember 1988  |
| 8   | Brigadegeneral Arnold Scharkowski  | 17. März 1983       | 26. März 1987      |
| 7   | Oberst Hans Scriba                 | 18. August 1977     | 16. März 1983      |
| 6   | Oberst Georg Josef von Raesfeld    | 1. Oktober 1974     | 17. August 1977    |
| 5   | Oberst Werner Schlüter             | 16. Januar 1971     | 30. September 1974 |
| 4   | Brigadegeneral Karl-Heinz Herzberg | 1. Oktober 1968     | 15. Januar 1971    |
| 3   | Oberst Alfred Müller               | 1. April 1964       | 30. September 1968 |
| 2   | Brigadegeneral Gerd Niepold        | 1. Juli 1961        | 31. März 1964      |
| 1   | Brigadegeneral Hans-Georg Lueder   | 1. Februar 1959     | 30. Juni 1961      |

## Verbandsabzeichen
Die Blasonierung des Verbandsabzeichens für den  Dienstanzug der Angehörigen der Panzerbrigade 33 lautete:

„Gold bordiert, in Blau drei goldene Kreuze über drei silbernen Wellenfäden im Schildfuß.“

Die Steckkreuze standen für das Oldenburger Land. Die Kreuze wurden auch als Nagelspitzkreuze oder Delmenhorster Kreuze wegen des Kreuzes im Wappen der Grafschaft Delmenhorst bezeichnet. Sie wurden ähnlich im Landeswappen Oldenburgs und im Wappen des Landkreises Oldenburg dargestellt. Die Verbandsabzeichen der Division und der unterstellten Brigaden waren bis auf die Borde identisch. In der Tradition der Preußischen Farbfolge erhielt das Verbandsabzeichen der Panzerbrigade 33 als „dritte“ Brigade der Division einen gelben Bord.

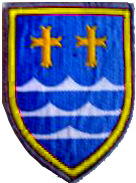
Verbandsabzeichen für den Dienstanzug (gewebt)
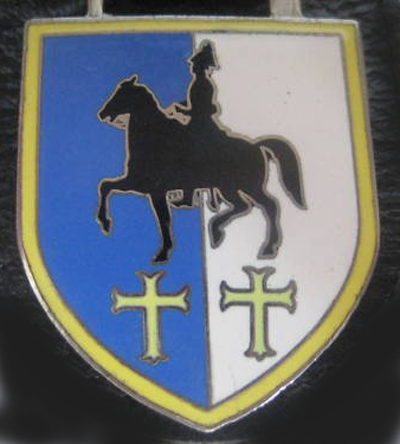
Internes Verbandsabzeichen des Stabes/Stabskompanie
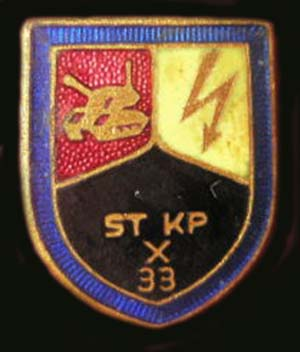
Internes Verbandsabzeichen des Stabes/Stabskompanie Alternative (frühere?) Version

Da sich die Verbandsabzeichen der Brigaden der Division nur geringfügig unterschieden, wurde stattdessen gelegentlich auch das interne Verbandsabzeichen des Stabes bzw. der Stabskompanie pars pro toto als „Abzeichen“ der Brigade genutzt. Es zeigte die aus dem Verbandsabzeichen bekannten Kreuze und den gelben Bord, sowie einen Reiter im zu blau und weiß geteilten Schild. Die Darstellung des Reiters ist angelehnt an das Aussehen der Dressurquadrillen des niedersächsischen Landgestüts in Celle bzw. der Uniform des Celler Kavallerieregiments der Kurhannoverschen Armee. Eine alternative (möglicherweise frühere) Version der Stabskompanie zeigte einen stilisierten Kampfpanzer, einen Blitz wie im Barettabzeichen der Fernmeldetruppe, die die Technik der Gefechtsstände betrieb, auf der zitronengelben Waffenfarbe der Fernmelder, sowie die Kurzbezeichnung der Stabskompanie der Brigade (das „X“ ist das Größenordnungszeichen aus dem taktischen Zeichen für Brigaden).